# HMS Duke (1777)
HMS Duke — 98-пушечный британский линейный корабль 2 ранга. Заказан 18 июня 1771 года.

## История службы
Спущен на воду 18 октября 1777 года в Плимуте. Седьмой корабль Королевского флота, названный Duke.

### Американская революционная война
Был при острове Уэссан, и в бою Кемпенфельта 12 декабря 1781 года.
В 1782 году ходил под командованием капитана Алан Гарднер (англ. A. Gardner) в Вест-Индия. Был при островах Всех Святых, где возглавил второй прорыв линии, последовав примеру адмирала Родни.

### Революционные войны
1793 год — капитан Дафф (англ. Duff), под брейд-вымпелом коммодора Мюррея (англ. G. Murray).
1796 год — капитан Холлоуэй (англ. Holloway). 
В январе 1796 года под флагом адмирала Паркера (англ. C. Parker).
В 1799 году нёс рейдовую службу в качестве лазарета в Стангейт-крик.
Отправлен на слом в 1843 году.